# Yoshitsune senbon-zakura
Yoshitsune senbon-zakura (義経千本桜, Yoshitsune et les mille cerisiers) est un grand classique du bunraku et du kabuki. Cette pièce a été écrite et jouée pour la première fois en 1747 à Osaka par la troupe de bunraku du Takemoto-za, puis reprise l'année suivante à Edo (Tokyo) par la troupe de kabuki du Nakamura-za.

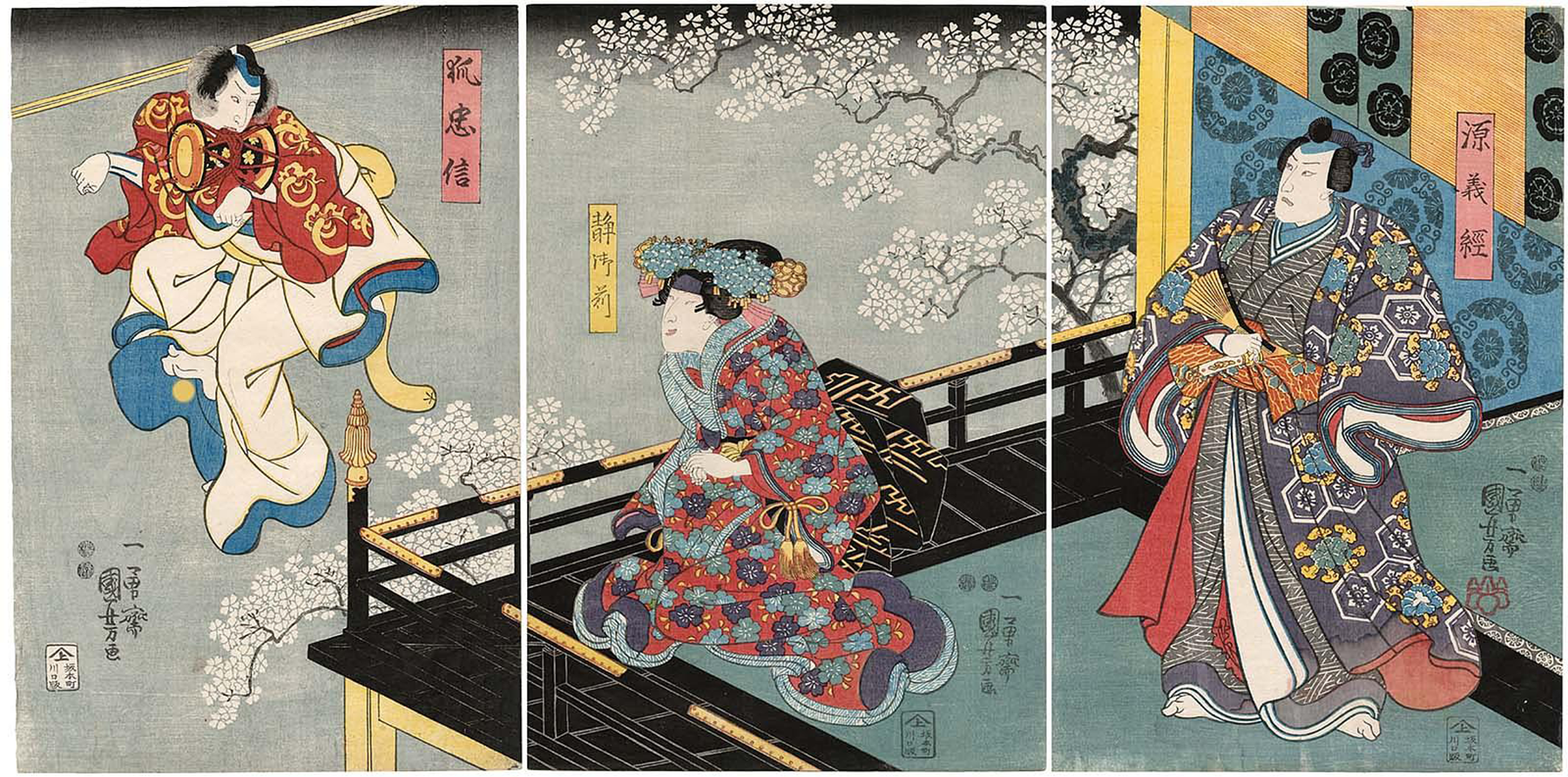
Les acteurs Ichikawa Danjûrô VIII incarnant Minamoto Yoshitsune (droite), Bandô Shûka I personnifiant Shizuka Gozen (centre) et Ichikawa Kodanji IV en tant que Satō Tadanobu kitsune (gauche).

La pièce de marionnettes dure près de deux heures trente. Elle mêle plusieurs intrigues, principalement celle qui suit la femme et le fils de Taira no Koremori (général du clan Taira (Heike) défait et en fuite), et celle qui suit Yoshitsune (1159-1189) du clan Minamoto (Genji), poursuivi par les sbires à la solde de Yorimoto, son demi-frère et nouveau maître du pays.

## Personnages
- Yoshitsune
- Benkei : loyal obligé de Yoshitsune
- Shizuka : maîtresse de Yoshitsune
- Genkurō : renard déguisé en Satō Tadanobu, obligé de Yoshitsune
- Tomomori : général Taira déguisé en Tokaiya Ginpei, boutiquier
- Koremori : général Taira déguisé en Yasuke, fils adopté de Yazaemon
- Noritsune : général Taira déguisé en prêtre
- Kawatsura Hōgen : prêtre de Yoshino grimé en Yoshitsune
- Satō Tadanobu : obligé de Yoshitsune
- Shitennō (Suruga Jirō, Kamei Rokurō, Kataoka Hachirō, Ise Saburō) : quatre des obligés de Yoshitsune, généralement considérés comme un groupe au théâtre, dans la littérature et en histoire.
- Oryū : épouse de Ginpei, en fait Suke no Tsubone, nourrice de l'empereur Antoku
- Oyasu : Ginpei et fille d'Oryū, en fait l'empereur Antoku
- Wakaba no Naishi : épouse de Koremori
- Rokudai : fils de Koremori et Naishi
- Kokingo : obligé de no Koremori et Naishi
- Yazaemon : vendeur de sushis
- O-bei : épouse de Yazaemon
- Gonta : fils de Yazaemon
- Ozato : fille de Yazaemon, fiancée de Yasuke

## Argument
Cette pièce en cinq actes se situe à la fin de la guerre, vers 1185. Les Minamoto sont victorieux sur les Taira et se sont emparés du pouvoir au Japon. Taira no Koremori est un général en fuite du clan Taira. Sa femme Wakaba no Naishi, accompagnée de son jeune fils et d'un samouraï du nom de Kokingo, voyage à la recherche de son mari. Elle rencontre Gonta, un être sans scrupules prêt à tout pour de l'argent, et la famille de Gonta (sa femme et leur jeune fils dans une maison de thé, puis les parents et la sœur de Gonta dans un magasin de sushis).

### Première scène: le marronnier
Wakaba no Naishi, son jeune fils et le samouraï Kokingo décident de faire une pause dans une maison de thé située dans un petit village de montagne et tenue par la femme de Gonta. Ils prêtent peu d'attention de l'arrivée de Gonta qui se fait passer pour un client de passage. Celui-ci subtilise discrètement leur sac de voyage lorsqu'il reprend la route. Néanmoins, Gonta revient spontanément sur ses pas en s'excusant et prétend qu'il s'est trompé de sac. Le samouraï Kokingo tient cependant à vérifier le contenu du sac et constate que rien ne manque. Gonta, feignant d'être vexé par une telle attitude de méfiance, tient lui aussi à vérifier son sac et affirme qu'il y manque vingt pièces d'or. Furieux d'être soupçonné de vol, le samouraï s'apprête à sortir son épée, mais il est arrêté par Wakaba no Naishi qui, souhaitant arrêter cette querelle et reprendre rapidement la route, lui demande de donner vingt pièces d'or à Gonta.

### Deuxième scène: la mort de Kokingo
Étant poursuivis par des soldats du clan Minamoto, Kokingo décide de se sacrifier pour laisser une chance à Wakaba no Naishi et à son fils de s'échapper. Après les avoir persuadés de s'enfuir dans la forêt de bambous toute proche, il combat seul les assaillants du clan ennemi. Kokingo est victorieux de ce combat à l'épée, mais il est touché à mort et décède sur le champ de bataille. Une fois la nuit tombée, un nouveau personnage, Yazaemon, trébuche sur le corps de Kokingo. Yazaemon décide de couper et d'emporter la tête de Kokingo.

### Troisième scène: le magasin de sushis
Yazaemon, qui est en fait le père de Gonta, tient un magasin de sushis avec sa femme et sa fille Osato. Il était autrefois un serviteur de Taira no Koremori et désormais il le cache dans son magasin en le faisant passer pour un apprenti. Wakaba no Naishi, frappant au hasard à la porte du magasin pour lui demander l'hospitalité, retrouve ainsi son mari. Cependant, Yazaemon, apprenant l'arrivée prochaine de soldats du clan Minamoto à la recherche de Koremori, conseille à celui-ci et à sa famille de se cacher en dehors du village. À l'arrivée des soldats, Yazaemon informe le général qu'il a déjà rencontré Koremori et lui a tranché la tête, présentant celle de Kokingo. Mais Gonta fait irruption dans la boutique et affirme qu'il sait où se cachent la femme et le fils de Koremori. Il revient peu après avec une femme et un enfant ligotés et bâillonnés. En récompense, le général offre à Gonta un vêtement brodé d'or qu'il tient de Yoshitsune en personne. Au départ des soldats, Yazaemon est furieux contre son fils et lui donne un coup de couteau. Mourant, celui-ci lui apprend qu'il n'a pas livré la famille de Koremori mais qu'à la place il a ligoté et livré sa propre femme et son propre fils pour toucher la récompense. Yazaemon et sa femme le félicitent et se lamentent que Gonta n'ait pas exprimé son bon fond plus tôt (sic).